# My Generation
My Generation är den brittiska rockgruppen The Whos debutalbum, utgivet 1965. Albumet gavs i USA ut 1966 med titeln The Who Sings My Generation och en något ändrad låtlista. 
Albumet är ett av gruppens mest energiska och rebelliska verk. Titelspåret "My Generation" och "The Kids Are Alright" blev hits i det för tiden mods-färgade Storbritannien. Låttexterna var inte lika utvecklade här som de senare kom att bli, men det är svårt att hitta någon annanstans där gruppen rockar så hårt som på deras debut. Albumet blev femma på albumlistan i Storbritannien.
Omslaget på den brittiska versionen av skivan bestod av ett kort taget på gruppen stående bredvid fyra oljefat. Kortet var taget ovanifrån. John Entwistle bar en kavaj sydd av den brittiska flaggan, Union Jack. Det amerikanska omslaget bestod av en mer neutral bild på gruppen framför Big Ben.

## Låtlista
Låtar utan angiven upphovsman är skrivna av Pete Townshend.

### My Generation (UK)

#### Sida 1
1. "Out in the Street" – 2:31
2. "I Don't Mind" (James Brown) – 2:36
3. "The Good's Gone" – 4:02
4. "La-La-La-Lies" – 2:17
5. "Much Too Much" - 2:47
6. "My Generation" – 3:18

#### Sida 2
1. "The Kids Are Alright" – 2:46
2. "Please, Please, Please" (James Brown/John Terry) – 2:45
3. "It's Not True" – 2:31
4. "I'm a Man" (Bo Diddley) – 3:21
5. "A Legal Matter" – 2:48
6. "The Ox" (John Entwistle/Nicky Hopkins/Keith Moon/Pete Townshend) – 3:50

### The Who Sings My Generation (US)

#### Sida 1
1. "Out in the Street" – 2:31
2. "I Don't Mind" (James Brown) – 2:36
3. "The Good's Gone" – 4:02
4. "La-La-La Lies" – 2:17
5. "Much Too Much" – 2:47
6. "My Generation" – 3:18

#### Sida 2
1. "The Kids Are Alright" – 2:46
2. "Please, Please, Please" (James Brown/John Terry) – 2:45
3. "It's Not True" – 2:31
4. "The Ox" (John Entwistle/Nicky Hopkins/Keith Moon/Pete Townshend) – 3:50
5. "A Legal Matter" – 2:48
6. "Instant Party" – 3:12